# سیارک ۴۲۷۴
سیارک ۴۲۷۴ (به انگلیسی: 4274 Karamanov، نامگذاری:1980RZ3) چهار هزار و دویست و هفتاد و چهارمین سیارک کشف شده‌است که در ۶ سپتامبر ۱۹۸۰ کشف شد.
قدر مطلق سیارک برابر ۱۲٫۸۰ است.